# Оша
Оша е река в Русия, Западен Сибир, Омска област ляв приток на река Иртиш. Дължината ѝ е 530 km, която ѝ отрежда 185-о място по дължина сред реките на Русия.
Река Оша изтича от малкото Кошара, разположено в източната част на Ишимската равнина (югозападната част на Западносибирската равнина), на 95 m н.в., в западната част на Омска област. След това преминава през по-голямото езеро Тенис (118 km2), изтича от северния му ъгъл и тече в началото на изток, а след това на североизток и север през Ишимската равнина. В горното течение долината на реката има V-образна форма с ширина от 300 до 500 m и с езеровидни разширения до 1 – 2 km. В средното и долно течение долината ѝ става трапецовидна с ширина от 0,6 до 1,5 km, с полегати склонове с височина от 5 до 14 m. По цялото си протежение Оша има заливна тераса с ширина от 8 до 80 m в горното течение и от 150 до 700 m в средното и долното. Руслото на реката в сравнение с другите реки в региона е с по-малко меандри и на места с прагове с ширина от 5 до 20 m в горното течение до 30 – 70 m в долното течение, а дълбочината е съответно 0,1 – 1,2 до 1,5 – 6,5 m. Дъното е предимно тинесто, повсеместно обрасло с блатна растителност. Влива се отляво в река Иртиш (от басейна на Об) при нейния 1332 km, на 54 m н.в., на 10 km северозападно от село Знаменское, Омска област.
Водосборният басейн на Оша обхваща площ от 21 300 km2, което представлява 1,3% от водосборния басейн на река Иртиш и обхваща части от Омска област.
Границите на водосборния басейн на реката са следните:
- на изток, юг и запад – водосборните басейни на малки леви притоци на Иртиш;
- на за – водосборния басейн на река Ишим, ляв приток на Иртиш.

Река Оша получава 19 притока с дължина над 20 km, като само един от тях са с дължина над 100 km: река Голям Айов (ляв приток) 266 km, 6210 km2 площ на водосбора. Влива се на 11 km преди устието на Оша в Иртиш.
Подхранването на реката е предимно снегово. Пълноводието е през април и май. Среден годишен отток в устието 16,1 m3/s, на 316 km от устието – 2,4 m3/s. В сушеви горното течение на реката на протежение от 200 – 220 km пресъхва. Скоростта на течението е 0,1 – 0,2 m/s и по-бавно, а при пълноводие достига до 0,3 – 0,8 m/s Замръзва в края на октомври, а се размразява през втората половина на април.
По течението на реката са разположени около 20 села в Омска област, в т.ч. Колосовка и Знаменское (районни центрове).